# Super-Yamato-Klasse
Bei den Schlachtschiffen der Super-Yamato-Klasse (jap. 超大和型戦艦, Chō Yamato-gata senkan) handelte es sich um ein Planungsprojekt für japanische Schlachtschiffneubauten bzw. -umbauten, die sich am Entwurf der Yamato-Klasse orientierten und diese an Feuerkraft noch übertreffen sollten. Aufgrund des Kriegsverlaufes im Pazifikkrieg wurden die Planungen jedoch eingestellt und verworfen.

## Vorgeschichte
Das 5. Kreis-Bauprogramms (Maru 5 Keikaku), das Japan 1941 verabschiedete, sollte 1942 umgesetzt werden. Dieses sah neben dem Bau eines fünften Schiffes der Yamato-Klasse (Baunummer 797) auch den Bau von zunächst zwei und später noch einmal zwei Schiffen der Super-Yamato-Klasse vor. Diese sollten über noch größere Geschütze verfügen als die Einheiten der Yamato-Klasse. Neben militärischen Gründen spielten auch politische Aspekte eine Rolle in diesen Planungen.
Zunächst einmal wollte man mit dem Bau dieser Schiffe die USA, mit denen, so glaubten viele in Japan, ein Krieg auf kurz oder lang unvermeidbar war, so lange zu einem Frieden zwingen, bis es einen günstigen Zeitpunkt für Japan gab, diesen zu führen. Denn wenn die USA beim Thema Schlachtschiff konkurrenzfähig mit den japanischen Schiffen bleiben wollten, hätten sie ebenfalls ihre Schiffskaliber anheben müssen. Dies, so glaubte man in Japan, wäre aufgrund der innenpolitischen Lage in den USA nur schwer durchzusetzen gewesen, was sich auch an den zur ungefähr selben Zeit geplanten Entwürfen der Montana-Klasse zeigte. Diese hatten niemals größere Geschütze als 40,6 cm bzw. teilweise sogar nur 35,6 cm. Auch außenpolitisch hätte die Anhebung des Kalibers für Verstimmungen gesorgt, schließlich hatten die USA für das Gegenteil geworben.
Zu dieser Zeit glaubte jede Seemacht noch, dass Seeschlachten von Schlachtschiffen geführt und auch gewonnen würden. So hoffte man auch aufgrund ihres Vorsprungs in der Kalibergröße und eines starken Flottenausbaus (bis 1950 Gesamtstärke von 19 Schlachtschiffen und sechs Schlachtkreuzern), die USA und Großbritannien so stark von einem Konflikt mit Japan abschrecken zu können, dass beide Staaten schließlich Japan in Asien freie Hand einräumen würden, um einen Krieg zu vermeiden. Wenn dies jedoch nicht gelungen wäre, hatte man sich damit trösten können, dass man bereits über Schiffe mit 51-cm-(20.1″)-Geschützen verfügte, während die USA noch an Schiffen mit 45,7-cm-(18″)-Geschützen arbeiteten. Diese Kaliber entsprach den Schiffen der Yamato-Klasse (46 cm), von der bereits Ende 1941 das erste Schiff in Dienst gestellt werden konnte und die nach der Fertigstellung der vier Super-Yamatos ebenfalls auf 51 cm umgerüstet werden sollten.
Diese politischen Überlegungen wurden jedoch durch den vorzeitigen Kriegsbeginn Japans mit dem Angriff auf Pearl Harbor hinfällig.

## Planung
Die Planungen für die Super-Yamato-Klasse sahen zunächst den Bau von zwei Einheiten vor (Baunummer 798 / Marinewerft Yokosuka und Baunummer 799 / Marinewerft Kure) und später noch einmal zwei. Der Entwurf für diese Schiffe (Entwurf A-150) orientierte sich sehr stark an der Yamato-Klasse und sollte im Wesentlichen dieselben Abmessungen und Liniengebung haben wie diese und dürfte weitgehend baugleich gewesen sein. Dies ist nicht weiter verwunderlich, da die fünf Schiffe der Yamato-Klasse nach der Fertigstellung der vier Super-Yamatos ebenfalls die Geschütztürme der Super-Yamato-Klasse erhalten sollten.
Die Super-Yamato-Klasse sollte über sechs 51-cm-L/50-Geschütze in drei Zwillingstürmen verfügen. Da der 51-cm-Zwillingsturm mit 2.750 t nur rund 240 t schwerer war als die 46-cm-Drillingstürme der Yamato-Klasse, blieb die geplante Verdrängung mit 70.000 t nahezu gleich. Auch deswegen hätte das Umrüsten der Yamato-Klasse auf die Zwillingstürme keine sonderlich großen Probleme verursachen dürfen.
Schon 1940 wurde mit der Entwicklung des 51-cm-Geschützes begonnen, das an das 46-cm-(18,1″)-L/45-Type-94-Geschütz der Yamato-Klasse angelehnt war. Es wurde auch zeitnah ein 1:1-Model der Munitions- und Umladekammern gebaut. Dies sollte dazu dienen, die Schutzmaßnahmen zu verbessern und etwaige Probleme mit der Handhabung der nun viel schwereren Panzersprenggranaten aufzuzeigen (51-cm-Granate 1.900 kg bis 2.000 kg / 46-cm-Granate 1.460 kg). Nicht nur das größere Geschossgewicht musste berücksichtigt werden, auch stieg das Rohrgewicht von 165 t beim 46-cm-Geschütz auf 227 t beim 51-cm-Geschütz. Insgesamt entfielen 661 t der 2.750 t des Zwillingsturmes auf die beiden 51-cm-Geschütze.
Im Jahr 1942 verlor die Japanische Marine jedoch vier Flugzeugträger bei der Schlacht um Midway und der Bedarf an Flugzeugträgern war wesentlich höher als der von „Superschlachtschiffen“. Die Arbeiten am 51-cm-Geschütz und somit an der Super-Yamato-Klasse wurden eingestellt.
Im Flottenbauprogramm von 1941 waren noch vier weitere Neubauten nach neuem Entwurf beschlossen worden, die nach der Umrüstung der Yamato-Klasse gebaut werden sollten. Diese sollten über acht 51-cm-Geschütze in vier Zwillingstürmen verfügen und rund 100.000 t Verdrängung erreichen. Inwiefern sich der restliche Entwurf noch am Yamato-Design orientieren sollten, also quasi nur eine gestreckte Version der Super-Yamato-Klasse war, oder ob diese ein gänzlich neues Design bekommen hätten, ist nicht bekannt. Es ist jedoch anzunehmen, dass diese Schiffe wiederum als eine neue Schlachtschiffsklasse klassifiziert worden wären.